# Yuanyanglong
Yuanyanglong és un gènere extint de dinosaure teròpode oviraptorosaure del Cretaci inferior en el que actualment és la Xina, concretament, a la formació Miaogou. Els fòssils es van descobrir l'any 2021, i el 2024 es va anunciar la nova espècie, tot i que l'article final es va publicar l'any 2025. Només consta d'una espècie, Yuanyanglong bainian.

## Origen del nom
El nom del gènere, Yuanyanglong, ve de la fusió dels caràcters en xinès mandarí 鴛鴦, romanitzat com a yuānyāng, que és el nom per referir-se a l'ànec mandarí, que és un símbol d'amor per tota la vida, i el mot long, que vol dir drac. Això fa referència als dos esquelets parcials trobats, que estan "units" en el registre fòssil. El nom de l'espècie, bainian, escrit 百年, vol dir segle i fa referència al centenari dels primers oviraptorosaures descrits, l'any 1924 (Oviraptor i Chirostenotes).

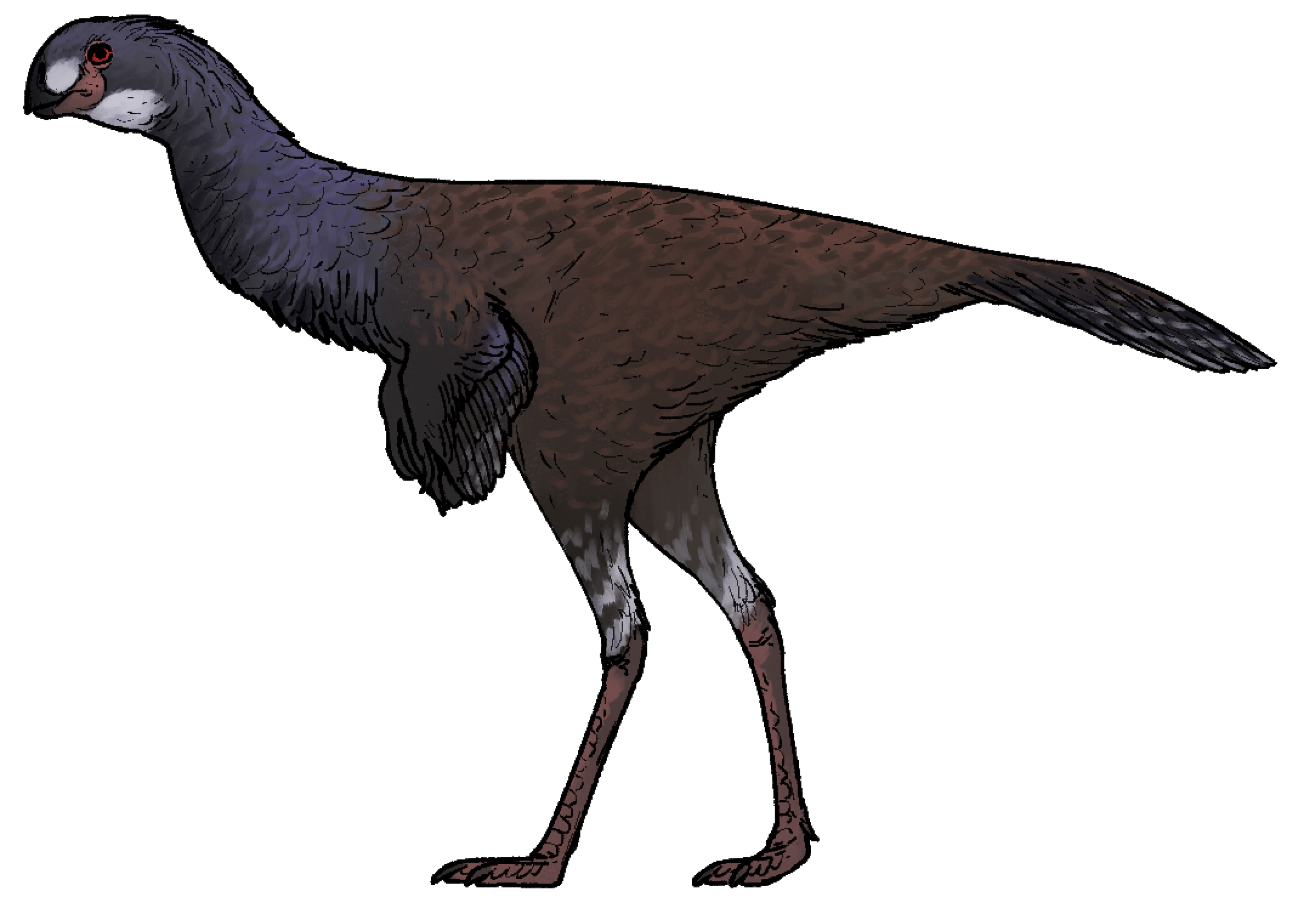
Possible aparença en vida